# Mangora missa
Mangora missa là một loài nhện trong họ Araneidae.
Loài này thuộc chi Mangora. Mangora missa được Herbert Walter Levi miêu tả năm 2007.